# Contaminação contra a corrente
Na dinâmica dos fluidos, a contaminação contra a corrente é um fenômeno contra-intuitivo observado em partículas flutuantes. O fenômeno acontece quando se despeja água de um recipiente mais alto para um mais baixo, as partículas que flutuam neste último podem subir contra o fluxo de fluido para o recipiente superior. 
Evidências experimentais e computacionais indicam que a contaminação é impulsionada principalmente por gradientes de tensão superficial,mas uma explicação definitiva ainda não existe. O fenômeno também é afetado pela dinâmica dos fluxos em turbilhão que ainda precisam ser totalmente investigados.

## História

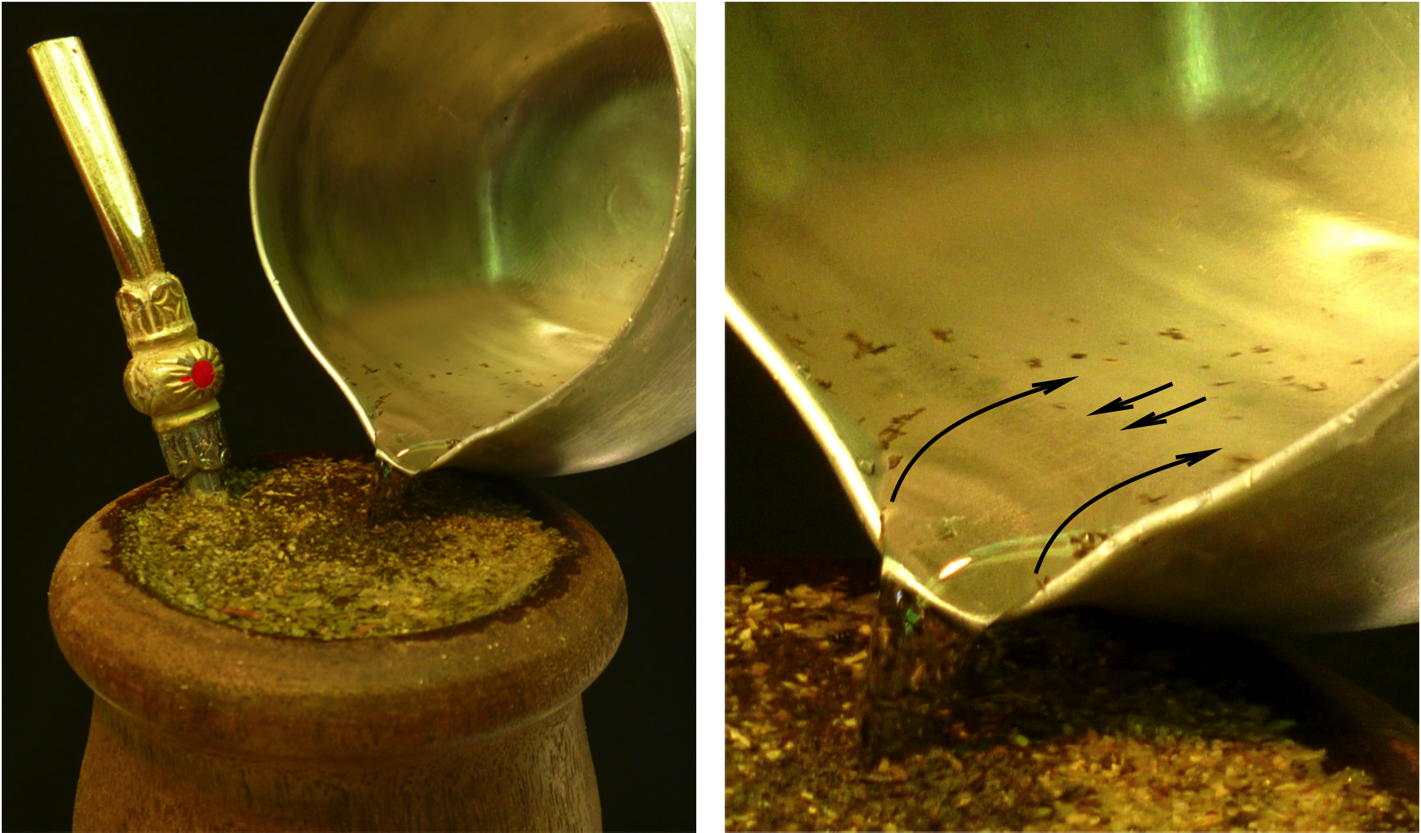
As partículas podem subir na água que cai enquanto prepara um chimarrão.

Sabe-se pelo menos desde o trabalho de Reynolds e Marangoni na década de 1880 que as partículas flutuantes afetam fortemente o comportamento da superfície da água, e a pesquisa envolvendo interações partícula-fluido continua em aplicações modernas que vão desde microfluídica e morfogênese celular até dinâmica coloidal e automontagem. O fenômeno foi observado pela primeira vez em 2008 pelo argentino S. Bianchini durante a preparação do chá mate, enquanto estudava Física na Universidade de Havana.  Rapidamente atraiu o interesse do Prof. A. Lage-Castellanos, que realizou, com Bianchini, uma série de experimentos controlados. Mais tarde, o Prof. E. Altshuler completou o trio em Havana, o que resultou na tese de Diploma de Bianchini e um pequeno artigo original publicado na web arxiv e comentado como um fato surpreendente em alguns periódicos online.